# Traces of Sadness (Live in Estonia)
Traces of Sadness (Live in Estonia) ist der Titel eines Konzertmitschnitts der estnischen Pop-Rock-Girlgroup Vanilla Ninja. Die Live-Aufnahme aus dem Jahr 2004 zeigt ein Konzert, das die Band vor etwa 15.000 Fans in Tallinn, der Hauptstadt ihres Herkunftslandes, gab. Traces of Sadness (Live in Estonia) ist seit August 2004 als DVD-Veröffentlichung erhältlich, im gleichen Monat kam es zudem zur Erstausstrahlung im deutschsprachigen Fernsehen auf Sat.1.

## Das Konzert

### Ablauf
Vanilla Ninja starten in das circa eineinhalbstündige Konzert mit der Debütsingle Tough Enough. Bis auf Destroyed by You werden im Folgenden alle Songs des Albums Traces of Sadness in veränderter Reihenfolge gespielt, zudem kommt das estnische Stück Pie Jiesu zur Aufführung.

### Setliste
| #   | Titel                                                                     |
| --- | ------------------------------------------------------------------------- |
| 1.  | Tough Enough (Kuurmaa und Kivilaan; im Background: Siska und Järvis)      |
| 2.  | Stay (Järvis, Kivilaan und Kuurmaa; im Background: Siska)                 |
| 3.  | Looking for a Hero (Kuurmaa; im Background: Järvis, Kivilaan und Siska)   |
| 4.  | Wherever (Kuurmaa; im Background: Järvis)                                 |
| 5.  | Drum Solo                                                                 |
| 6.  | Liar (Kuurmaa, Kivilaan und Järvis; im Background: Siska)                 |
| 7.  | Heartless (Kuurmaa; im Background: Kivilaan, Siska und Järvis)            |
| 8.  | Traces of Sadness (Kivilaan; im Background: Kuurmaa, Järvis und Siska)    |
| 9.  | Don’t You Realize (Kivilaan; im Background: Kuurmaa)                      |
| 10. | When the Indians Cry (Kivilaan, Kuurmaa; im Background: Siska und Järvis) |
| 11. | Don’t Go Too Fast (Kivilaan, Kuurmaa; im Background: Siska und Järvis)    |
| 12. | Metal Queen (Kuurmaa; im Background: Siska, Kivilaan und Järvis)          |
| 13. | Pie Jiesu (Kuurmaa und Kivilaan; im Background: Siska und Järvis)         |
| 14. | Tough Enough (Kuurmaa und Kivilaan; im Background: Siska und Järvis)      |
| 15. | Don’t Go Too Fast (Kivilaan, Kuurmaa; im Background: Siska und Järvis)    |

## Veröffentlichung und Ausstrahlung
Die DVD-Veröffentlichung von Traces of Sadness (Live in Estonia) enthält neben dem Konzert vier Musikvideos. Darüber hinaus ist im Bonusmaterial ein Interview mit der Band, eine Diskografie mit Titellisten und Erstveröffentlichungsdaten sowie eine Bildergalerie zu finden. Die von David Brandes’ Musiklabel Bros Music produzierte und über Sony BMG vertriebene DVD erschien am 30. August 2004 im deutschsprachigen Raum. Während der TV-Ausstrahlung auf Sat.1 wurden mehrere Werbeblöcke geschaltet. Jedem Lied folgte eine kurze Interview-Szene mit der Band.

### DVD-Bonusmaterial
Musikvideos:
1. Tough Enough (3:24)
2. Don’t Go Too Fast (3:11)
3. Liar (3:38)
4. When the Indians Cry (3:32)
5. Making Of (10:00)[4]

Extras:
1. Interview (11:00)
2. Galerie
3. Biografie
4. Diskografie